# Crunkcore
El crunkcore, también conocido como scrunk, crunk punk, screamo-crunk y crunkore, es un género híbrido que mezcla, principalmente, los gritos del poshardcore, los ritmos del crunk y las melodías del dance pop. Surgió el 2005, en Los Ángeles, California, gracias a Hollywood Undead, y lo popularizaron Brokencyde y 3OH!3 a fines de la década. No obstante, su auge fue de corta duración, pues en la década del 2010 ya casi nadie tomaba en cuenta el género, solo quedando unos pocos remanentes.
Ha sido ampliamente criticado, generalmente por las temáticas de las canciones, que se consideran vulgares, y por su implicación racial, ya que se lo ve como una apropiación cultural.

## Etimología
Posiblemente el nombre provenga de la frase en inglés «crank up», que significa aumentar algo, aludiendo al aumento del volumen y ánimo en una canción.

## Características
En general, consiste en una mezcla entre los enérgicos ritmos programados del crunk, los gritos del poshardcore (usualmente asociados al screamo), las melodías del dance pop y estribillos e interludios con ciertos toques de tecno; la tónica suele ser fiestera, típicamente relacionada al alcohol, el sexo y los tatuajes, y la voz tiende a ser procesada por medio del Auto-Tune a niveles altos y acompañada de otra gritada.
Dependiendo de la agrupación pueden haber, o bien roces con el metalcore, el rap rock y el nu metal, o bien con el electropop. Por ejemplo, Hollywood Undead da énfasis a un estilo más pesado y ligado al rock, utilizando guitarra y bajo eléctricos, batería y voz sin procesar con Auto-Tune; por otro lado, Millionaires se aleja de los elementos más cercanos al hiphop y la música pesada, pues prefiere los sintetizadores y las keytars, lo que la aproxima al electropop. Además, hay ciertas bandas que tratan temas relacionados al cristianismo, como Attack Attack! y Family Force Five.
En cuanto a la estética, las agrupaciones acostumbran a presentarse de forma extravagante, mediante el uso de diversos elementos, como máscaras, formas de tocar, ropaje, etcétera. Por ejemplo; la banda Attack Attack! se ganó el apelativo crab core, ya que tocaban sus instrumentos emulando los movimientos de un cangrejo; en Hollywood Undead cada miembro tenía su propia máscara, cada cual basada en algún diseño del jóquey; el ropaje común se asocia a tanto las tendencias del punk como las del emo; es normal ver a los artistas escribir los títulos de sus obras usando lolspeak, en lugar de una escritura más formal.
La forma principal de popularización del crunkcore es mediante el uso de redes sociales, en especial MySpace y Twitter, y su público es primordialmente joven, generalmente adolescente; según una aficionada de diecisiete años, el motivo sería que «No titubean sobre lo que todo el mundo ya piensa», y así coincide Jessica Hopper, que dijo: «Si ahora tienes dieciséis o diecisiete años, Brokencyde alude a prácticamente todo lo que pueda ser una referencia a la cultura pop contemporánea».

## Historia

### Raíces, inicios y auge (2000-2010)
Los orígenes del crunkcore se hayan en la subcultura scene de principios de la década del 2000 y, en específico, en la mezcla entre música electrónica y emo de Panic at the Disco!. La agrupación Hollywood Undead, del 2005 y Los Ángeles, fue de las primeras en realizar el género y se le atribuye su concepción inicial. Sin embargo, Brokencyde, de Albuquerque, y 3OH!3, de Boulder, se encargaron de popularizarlo; 3OH!3 publicó el 2007 el sencillo Don't Trust Me, que llegó a estar entre los diez mejores de su época, y consiguió el mismo éxito comercial con Starstrukk el 2008, una remezcla junto a Katy Perry; ese mismo año, Brokencyde publicó su sencillo debut Freaxxx, que hizo que la banda rápidamente pasara del internet al programa de televisión Total Request Live de MTV, mientras su álbum I'm Not a Fan, But the Kids Like It! del 2009 llegó al puesto número ochenta y seis de la lista de álbumes de la Billboard. Finalmente, 3OH!3 publicó su álbum Streets of Gold, que se considera como el punto cúlmine del crunkcore, porque llegó al puesto número siete de la lista de álbumes de la Billboard y al número uno de la lista de baile.

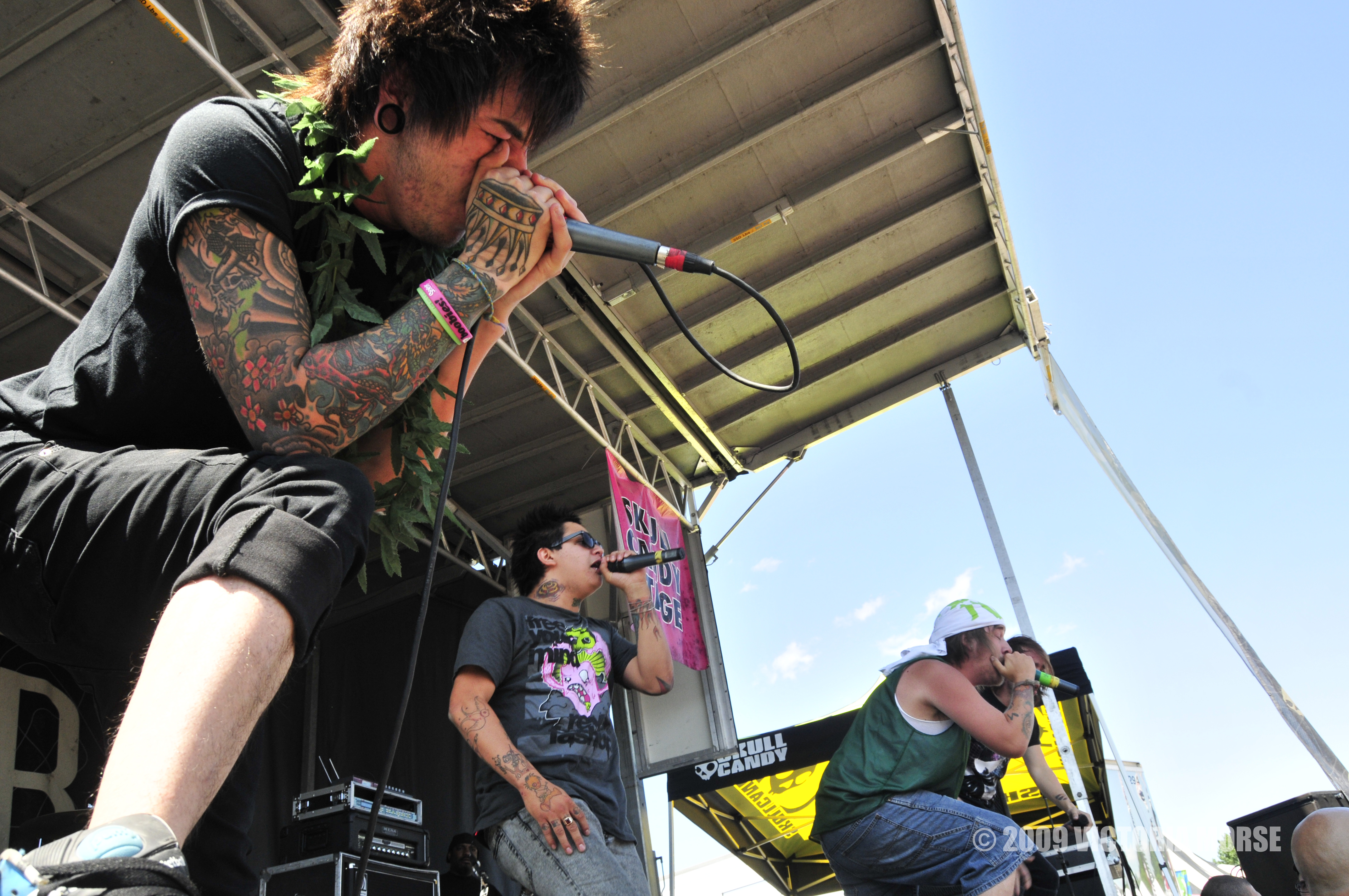
Brokencyde tocando en vivo el 2009, en el Warped Tour.

A pesar del gran éxito comercial de 3OH!3, generalmente se denomina a Brokencyde como la banda más importante del género, pues son la que se considera como su rostro, fueron la agrupación más significativa tanto para el auge como la mala connotación y su disco I'm Not a Fan, But the Kids Like It! se considera como el arquetipo esencial del crunkcore.
Otras bandas que se destacan de esta época son Attack Attack!, Millionaires, Aiden, H3dl3ss, Dot Dot Curve :), N!tro, Jakewolfe, I Set Fire to My Friends, Blood on the Dancefloor, Breathe Carolina, Dropping a Popped Locket y Family Force Five.

### Declive (2011-presente)

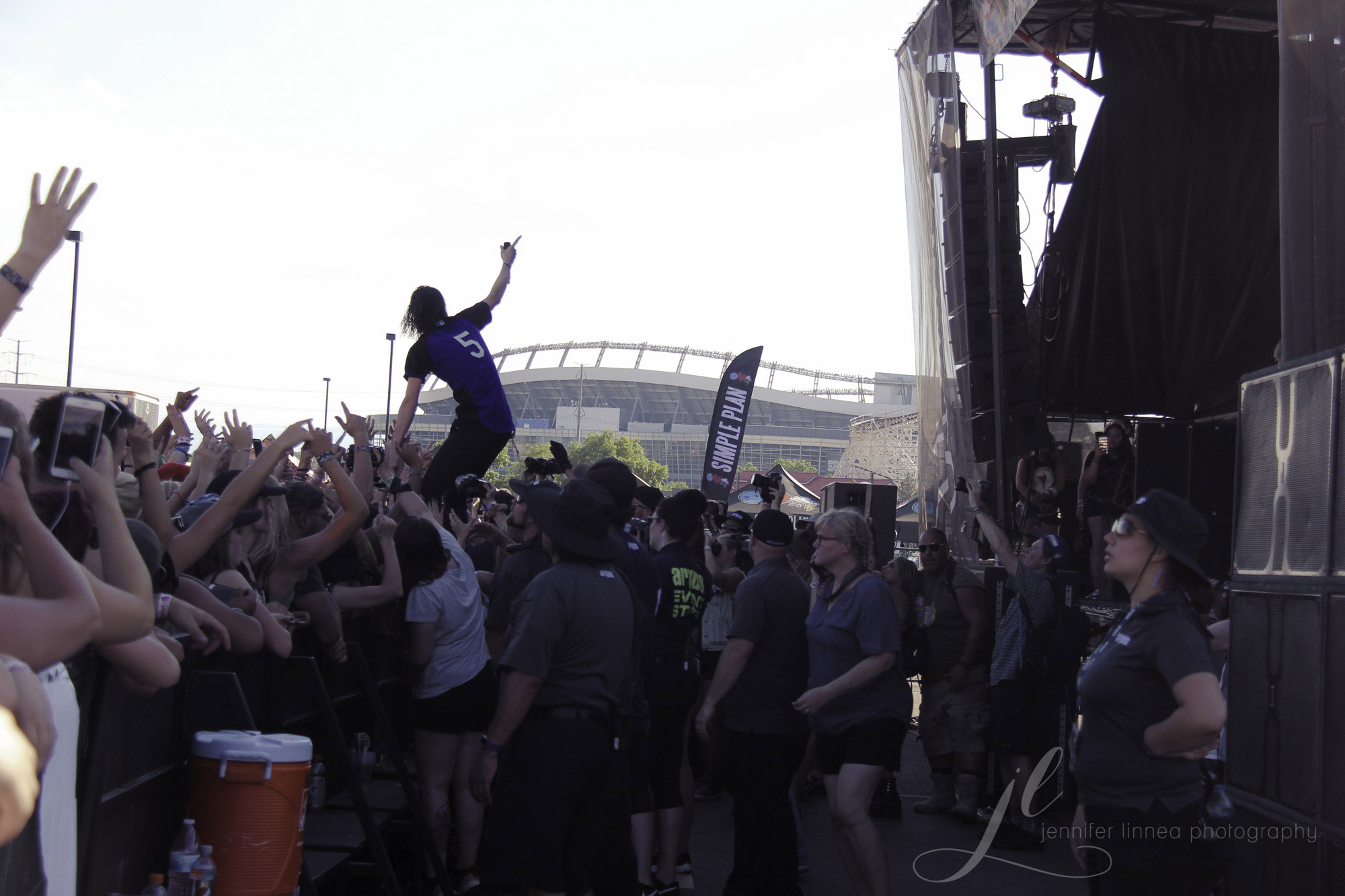
3OH!3 tocando en vivo el 2018, en el Warped Tour.

Posteriormente, apenas pasado un año desde el álbum más aclamado, el género cayó bajo un gran declive comercial y popular, al punto que el último disco exitoso comercialmente fue Omens de 3OH!3  el 2013, y, si bien llegó al puesto número cinco de la lista de baile, solo alcanzó al puesto número ochenta y uno de la lista de álbumes de la Billboard. Tras esto, ningún otro disco ni sencillo de crunkcore llegó siquiera a los mejores cien de las listas. Varias bandas se separaron, y solo quedaron 3OH!3 siguiendo en el Warped Tour y Brokencyde aún publicando discos.

## Críticas
El género ha sido sujeto de diversas críticas, siendo las más comunes el contenido de las canciones (catalogadas como vulgares, misóginas y sexistas) y el cómo se lo entiende como una apropiación cultural de parte de los blancos hacia la cultura musical afroamericana. Además, diversas columnas de opinión en medios periodísticos lo han vilipendiado, mayormente a través de Brokencyde: John McDonnell de The Guardian dijo: «Brokencyde es lo peor que le ha pasado a la música»; Jason Simms de The Oregonian calificó como mediocre a Brokencyde y finalizó su artículo con la frase «Pero ¿no es eso corromper a la juventud?», refiriéndose al elogio del alcoholismo y el sexo en las canciones; en The Boston Phoenix, Leor Galil desestima a las agrupaciones, diciendo cosas como que sus letras no son más que las de unos hijos de papá, y recopila las opiniones de dos personajes; Jason Tate dijo: «Simplemente son así de malas [las bandas], y son la personificación de todo lo que la música y los seres humanos no deberían ser», y Jessica Hopper dijo: «[Brokencyde] es todo lo malo de la música pop junto»; August Brown de Los Angeles Times dijo hablando sobre el tema Freaxxx de Brokencyde que «Cada elemento de la canción está ajustado precisamente para enfurecerme».